# Черненко, Мирон Маркович
Миро́н Ма́ркович Черне́нко (17 февраля 1931, Харьков — 24 февраля 2004, Санкт-Петербург) — советский и российский киновед. Кандидат искусствоведения. Заслуженный деятель искусств Российской Федерации (2002).

## Биография
Родился 17 февраля 1931 года в Харькове. Отец, бухгалтер треста «Коксохим» Марк Миронович Черненко (1893—1938), уроженец местечка Каменный Брод, был арестован и расстрелян 19 октября 1938 года. С началом Великой Отечественной войны мать, Сара Иосифовна Лесовая, эвакуировалась с сыном в Златоуст Челябинской области. В апреле 1944 года семья вернулась в Харьков.
В 1948 году Мирон Черненко поступил в Харьковский юридический институт, который окончил в 1952 году по специальности гражданское право. В течение нескольких лет не мог устроиться на работу. Самостоятельно освоил польский язык. Работал инспектором Госстраха, завлитом театра оперы и балета, техником-сметчиком, экономистом. В 1955 году устроился по специальности в одно из харьковских учреждений.
В 1964 году окончил заочное отделение сценарного факультета Всесоюзного государственного института кинематографии (мастерская Екатерины Виноградской).
Работал научным сотрудником отдела научной обработки иностранного фильмофонда Госфильмофонда СССР (1962—1965), редактором зарубежного отдела редакции журнала «Советский экран» (1965—1974).
С 1974 года – научный сотрудник Научно-исследовательского института киноискусства. В 1976 году защитил диссертацию на соискание учёной степени кандидата искусствоведения по теме «Возникновение и развитие кинематографии в Монгольской Народной Республике (1921—1976 гг.)». С 1976 года – заведующий сектором кино социалистических стран, с 1991 года – заведующий отделом европейского кино). Возглавлял отборочную комиссию на XIX и XX Московских международных кинофестивалях. В 1994—2003 годах — президент Гильдии киноведов и кинокритиков России.
Выступал в печати с 1956 года. Автор многочисленных статей о кинематографе, в том числе в журналах «Советский экран», «Искусство кино», «Киноведческие записки», а также в зарубежных изданиях. Опубликовал рекламно-информационные брошюры о творчестве таких режиссёров, как Юлий Райзман, Фрунзе Довлатян, Марлен Хуциев, Сергей Параджанов.
Автор монографий (творческих портретов) о Фернанделе, Анджее Вайде, Казимеже Куце, о монгольском и югославском кино. Особое место в области исследовательских интересов Мирона Черненко занимали творчество Анджея Вайды и польское кино в целом. Этой теме посвящены десятки его статей, очерков, рецензий, интервью и репортажей.
В книге «Красная звезда, жёлтая звезда: Кинематографическая история еврейства в России, 1919—1999» обобщил огромный фактографический материал, связанный с еврейской темой и еврейским участием в российском кино (более 500 фильмов). В 2001 году удостоен за неё премии «Слон» Гильдии киноведов и кинокритиков России в номинации «Книги по истории кино». Эта книга находится в библиотеке Конгресса США, в государственной библиотеке Израиля, в Едином каталоге научных библиотек Польши, в Швейцарской национальной библиотеке, в Российской государственной библиотеке.
В соавторстве с Владимиром Дмитриевым написал сценарий телевизионного фильма «Русская Палестина», по которому режиссёр Александр Рехвиашвили снял документальную кинотрилогию.
Свободно говорил и писал на польском и сербскохорватском языках, а также переводил на русский язык литературные тексты. Участвовал в литературном переводе на русский язык книги Кшиштофа Занусси «Пора умирать» и статьи того же автора «Мои сто лет», посвящённой столетию кино. Переведена им и небольшая книга польского актёра Даниэля Ольбрыхского о Владимире Высоцком, и новелла югославского сценариста и кинорежиссёра Предрага Голубовича «Короткая летняя ночь».
Умер 24 февраля 2004 года в Санкт-Петербурге. Похоронен в Москве на Троекуровском кладбище.

## Награды
- Золотой Крест Заслуги (14 августа 2003 года, Польша)[19].
- Заслуженный деятель искусств Российской Федерации (31 января 2002 года) — за заслуги в области искусства[20].

## Память о Мироне Черненко
Памяти Черненко посвящён вышедший в 2006 году сборник «Просто Мирон». В нём опубликованы избранные работы Черненко и воспоминания его друзей.

Сегодня, спустя годы, я полагаю, что встреча Мирона с польскими солдатами армии генерала Андерса в Шепетовке была подарком Бога польскому кинематографу, так как Черненко, как кинокритик, был как бы специально создан для того, чтобы говорить и писать о наших фильмах.— Анджей Вайда

Мы можем легко расходиться в суждениях или во вкусах, но когда дело доходит до оценки нашей человечности, каждое несогласие становится помехой в дружбе. Я пишу об этом потому, что смерть Мирона вразумила меня, что в моей жизни он был одним из очень немногих критиков, с которыми я действительно дружил. Мы были знакомы, как говорят поляки, «от всегда», с того времени, куда простирается память взрослого человека.— Кшиштоф Занусси

Мне его очень не хватает. Я не могу вспомнить, как мы познакомились. Только помню, что незаметно возник очаровательный человек, с добрыми глазами, с лёгким, каким-то располагающим голосом. Я не люблю чрезмерно серьёзных людей. И вот Мирон, который был абсолютно серьёзным человеком, всегда как-то умело снимал пафос с присущим ему чувством юмора…— Марлен Хуциев
Гильдия киноведов и кинокритиков России в рамках присуждения премии «Слон» ежегодно определяет лауреатов премии по киноведению и кинокритике имени Мирона Черненко за честь, достоинство и вклад в профессию. Гильдия вручает также премию имени Мирона Черненко в области кино в рамках ежегодной национальной премии кинокритики и кинопрессы «Белый слон».

## Польская тема
Друзья детства и юности Мирона Черненко Феликс Рахлин, Валентин Ивченко и Игорь Маневич рассказывают в своих воспоминаниях о том, что Польша, её культура, литература, поэзия и кино интересовали его с юных лет.

### Анджей Вайда
Влияние фильма Анджея Вайды «Канал», как, впрочем, и самого режиссёра на выбор области дальнейших исследований сначала студента ВГИКа, а затем начинающего кинокритика и сотрудника Госфильмофонда Мирона Черненко отражено в воспоминаниях его друга, однокашника и коллеги Наума Клеймана,
вошедших в книгу «Просто Мирон».
Начав с короткого интервью, Мирон Черненко буквально «заболел» Вайдой и публикации о нём, его фильмах, его планах, его театральном творчестве посыпались одна за другой. Промежуточным, но очень важным итогом этого увлечения стала книга «Анджей Вайда», вышедшая в 1965 году, через три года после первой встречи. В неё вошли обстоятельные рецензии Мирона Черненко на фильмы, снятые тогда ещё молодым польским режиссёром до её выхода в свет. «Поколение», «Канал», «Пепел и алмаз», «Самсон», «Сибирская леди Макбет», «Любовь в двадцать лет», «Пепел» — таков неполный перечень исследованных и упомянутых в книге фильмов Анджея Вайды.
Последующие фильмы режиссёра нашли отражение в отдельных рецензиях Мирона Черненко. «Березняк», «Земля обетованная», «Пейзаж после битвы», «Барышни из Вилько» были выделены киноведом особо. Кроме того, он неоднократно упоминал эти и другие фильмы Анджея Вайды в своих работах о польском кинематографе в целом, об отдельных аспектах польского, и не только польского, кино, о других режиссёрах и, разумеется, об актёрах и актрисах, игравших в этих фильмах.
Дружба и творческое сотрудничество Мирона Черненко с Анджеем Вайдой продолжалось всю его жизнь, о чём сам режиссёр рассказывал с большим удовольствием и теплотой. В 2008 году, уже после смерти Мирона Черненко, Анджей Вайда представил польской публике книгу своего друга «Близкая заграница», выходу которой всемерно способствовал.
Простой перечень польских кинематографистов, упомянутых Мироном Черненко в публикациях, может получиться слишком длинным. Среди них особое место занимают Кшиштоф Занусси, Эдвард Жебровский, Кшиштоф Кесьлёвский, Казимеж Куц, Збигнев Цибульский, Даниэль Ольбрыхский. Их творчество отмечено в книгах Мирона Черненко, им посвящены творческие портреты. Снятые ими фильмы и сыгранные ими роли обсуждаются в многочисленных интервью. Кроме того, Мирон Черненко написал подробные и обстоятельные рецензии на фильмы, снятые с их участием.
Работая в Научно-исследовательском институте киноискусства, Мирон Черненко опубликовал научные и научно-популярные статьи о польском кинематографе в целом: «Продолжение следует» («Советский экран», 1978); «Польша», «Кинематограф ПНР» (тематические сборники издательства ВНИИК, 1989). В 1977 году Мирон Черненко приступил к написанию книги «Казимеж Куц» по заказу издательства «Искусство». Однако советская цензура не допустила её публикации. Александр Трошин подробно рассказал об этом в предисловии к публикации книги в 2005 году в журнале «Киноведческие записки». Предисловие называется «Книга, которая шла к нам двадцать лет».

### Книги
- Черненко М. М. Анджей Вайда / под ред. Р. П. Соболева. — М.: Искусство, 1965. — 180 с. — (Мастера зарубежного киноискусства). — 8000 экз.
- Черненко М. М. Фернандель / под ред. Р. П. Соболева. — М.: Искусство, 1968. — 144, [32] с. — (Мастера зарубежного киноискусства). — 100 000 экз.
- Черненко М. М. Кино Монголии / Ред. Э. Мендельсон. — М.: Союз кинематографистов СССР «Бюро пропаганды советского киноискусства», 1976. — 62 с. — 2000 экз.
- Черненко М. М. Юлий Райзман. Портрет режиссёра / Н. Амашукели. — М.: Всесоюзное объединение «Союзинформкино», 1983. — 32 с. — 10 000 экз.
- Черненко М. М. Время в портретах / Под ред. Э. П. Болгариной. — М.: Всесоюзное бюро пропаганды киноискусства, 1985. — 84 с. — 75 000 экз. — ISBN ББК  85.374(3).
- Черненко М. М. Кино Югославии / Под ред. Л. А. Карасёва. — М.: Всесоюзное объединение «Союзинформкино», 1986. — 63 с. — 14 000 экз.
- Черненко М. М. Фрунзе Довлатян. Творческий портрет / Под ред. Н. Г. Амашукели, В. В. Ивановой. — М.: Всесоюзное объединение «Союзинформкино», 1987. — 14 000 экз.
- Черненко М. М. Марлен Хуциев. Творческий портрет / Под ред. Н. Г. Амашукели, Е. В. Смирновой. — М.: Всесоюзное объединение «Союзинформкино», 1988. — 15 000 экз.
- Черненко М. М. Сергей Параджанов. Творческий портрет. — М.: Всесоюзное объединение «Союзинформкино», 1989. — 31 с.
- Черненко М. М. Бата Живоинович / ред. М. А. Рюрикова ; худ. А. Е. Генкель. — М.: Киноцентр, 1990. — 44 с. — ISBN ББК 85.373(3).
- Chernjenko M. M. Makedonskiot Film. — Скопье: Kinoteka Na Makedonija, 1997. — ISBN 9989643067.
- Черненко М. М. Просто Марлен. — М.: Киногильдия, 2000. — 79 с.
- Черненко М. М.. Красная звезда, жёлтая звезда: Кинематографическая история еврейства в России, 1919—1999. — Винница : Глобус-Пресс, 2001. — 432 с. — (Студия 1+1). — 1000 экз. — ISBN 9668300017.
- Черненко М. М.. Казимеж Куц. — «Киноведческие записки». — 2005. — № 71, 72, 74.
- Черненко М. М.. Красная звезда, жёлтая звезда: Кинематографическая история еврейства в России, 1919—1999. — М. : Текст, 2006. — 317 с. — (Еврейская книга). — 3000 экз. — ISBN 5-7516-0504-7.
- Czernienko M. M. Bliska zagranica : szkice filmowe o Polakach i dla Polaków / pod redakcją Tadeusza Lubelskiego. — Warszawa: Fundacja Kino, 2007. — ISBN 9788392285038.

### Статьи
- Черненко М. М. Альберто Сорди // Комики мирового экрана : сборник статей  / сост. В. С. Головской; общ. ред. и предисл. Р. Н. Юренева. — М.: Искусство, 1966. — С. 228—245.
- Черненко М. М. Душан Вукотич // Кино Югославии : сб  / сост. И. Райгородская. — М.: Искусство, 1978.
- Черненко М. М. Хайрудин Крвавац // Кино Югославии : сб  / сост. И. Райгородская. — М.: Искусство, 1978.
- Черненко М. М. Франце Штиглиц // Кино Югославии : сб  / сост. И. Райгородская. — М.: Искусство, 1978.
- Черненко М. М. Неповторимость национальной легенды, или Приключение по-польски и по-югославски // Приключенческий фильм — пути и поиски : сб. — М.: ВНИИК, 1980.
- Черненко М. М. Кино балканского региона: культурологический аспект // Кино братских стран. Проблемы социалистического кинематографа : сб. — М.: ВНИИК, 1983.
- Черненко М. М. Высокая роль «низкого» жанра (мелодрама в кинематографе Монголии) // Киноискусство Азии и Африки : сб  / Под редакцией А. В. Караганова, составитель С. А. Торопцев. — М.: Наука, 1984. — С. 36—47.
- Черненко М. М. Романистика Михаило Лалича и проблемы реализма в кино СФРЮ // Взаимоотношения кино и литературы : сб. — М.: ВНИИК, 1987.
- Черненко М. М. Польша // Панорама кинематографа социалистических стран — 1988 год : Сб. науч. трудов  / Ред.-сост. И. С. Быкова, Е. Л. Мосина. — М.: ВНИИК, 1989.
- Черненко М. М. Своевременность вечности // Экранный мир Сергея Параджанова : сборник статей  / авт. идеи и сост. Ю. Морозов. — Киев: ДУХ I ЛІТЕРА, 2013. — С. 179—191. — ISBN 978-966-378-317-8.
- Черненко М. М. Путешествие на край поэтики // Экранный мир Сергея Параджанова : сборник статей  / авт. идеи и сост. Ю. Морозов. — Киев: ДУХ I ЛІТЕРА, 2013. — С. 254—261. — ISBN 978-966-378-317-8.

### Переводы
- Czesław Pilichowski. Давности не подлежит / перевод с польского М. М. Черненко. — Warszawa: Interpress, 1980. — ISBN 8322318324.
- Предраг Голубович. «Короткая летняя ночь» / перевод с сербскохорватского М. М. Черненко // Иностранная литература. — 1985. — № 10.
- Ольбрыхский, Даниэль. Поминая Владимира Высоцкого / перевод с польского М. М. Черненко. — Москва : Вахазар, 1992. — ISBN 9785881900045.
- Занусси, Кшиштоф. Мои сто лет / перевод с польского М. М. Черненко // Искусство кино. — 1995. — № 11.
- Занусси, Кшиштоф. Пора умирать / перевод с польского В. А. Фенченко., М. М. Черненко. — Зебра Е, 2005. — 384 с. — 3000 экз. — ISBN 5946632140.

### Периодика

#### «Искусство кино»
- Черненко М. М.. «Большая прогулка» // «Искусство кино». — 1967. — № 12.
- Черненко М. М.. Даниэль Ольбрыхский // «Искусство кино». — 1970. — № 3.
- Черненко М. М.. Сага о «лодзерменше» // «Искусство кино». — 1975. — № 6.
- Черненко М. М.. Возвращение домой // «Искусство кино». — 1984. — № 7.
- Черненко М. М.. Кшиштоф Занусси: «Короткие встречи, долгий разговор» // «Искусство кино». — 1989. — № 2.
- Черненко М. М.. «Мы будем петь и смеяться, как дети», или Типология, идеология, мифология фильма-концерта в советском кино // «Искусство кино». — 1990. — № 11.
- Черненко М. М.. Все, что вы всегда хотели знать о Вуди Аллене, но боялись спросить // «Искусство кино». — 1992. — № 5.
- Черненко М. М.. Память о катастрофе, или Жанр, рожденный из пепла // «Искусство кино». — 1997. — № 12.

#### «Советский экран»
- Черненко М. М.. С Анджеем Вайдой – по Москве // «Советский экран». — 1962. — № 18.
- Черненко М. М.. Збигнев Цибульский // «Советский экран». — 1965. — № 15.
- Черненко М. М.. «Командовать парадом буду…» // «Советский экран». — 1970. — № 15.
- Черненко М. М.. Марсель Карне: «Спасение в политическом фильме» // «Советский экран». — 1972. — № 14.
- Черненко М. М.. Жак Тати: «Великая профессия - клоун» // «Советский экран». — 1976. — № 15.
- Черненко М. М.. Амплуа — Бельмондо // «Советский экран». — 1985. — № 5.
- Черненко М. М.. Невероятный Китон // «Советский экран». — 1987. — № 1.
- Черненко М. М.. Как вам преобразовать «Совскрин» // «Советский экран». — 1990. — № 17.

#### «Экран»
- Черненко М. М.. 1. История греха // «Экран». — 1993. — № 9.
- Черненко М. М.. 2. «И сотвори себе кумира…» // «Экран». — 1993. — № 10.
- Черненко М. М.. 3. «Убий!..» // «Экран». — 1993. — № 11—12.
- Черненко М. М.. 4. «…ложного свидетельства на ближнего своего…» // «Экран». — 1994. — № 1.
- Черненко М. М.. 5. «… и вола его, и осла его… и все, что у ближнего твоего…» // «Экран». — 1994. — № 2—3.
- Черненко М. М.. 6. «Не укради, а то!..» // «Экран». — 1994. — № 5—6.
- Черненко М. М.. 7. «Не прелюбодействуй, не то…» // «Экран». — 1994. — № 7.

#### Газеты
- Черненко М. М.. Печальные образы // «Независимая газета». — 1996. — 29 марта.
- Черненко М. М.. Что «носит» кинематограф в конце века? // «Московские новости». — 1997. — № 29.
- Черненко М. М.. Русская Палестина (сценарий телевизионного фильма) // «Экран и сцена». — 2000. — № 50.
- Черненко М. М.. Конечная остановка: «Бесконечность» // «Новая газета». — 2003. — № 90 (1 декабря).